# OKtoRail
OKtoRail war eine Eisenbahnmodellanlage im Essener Stadtteil Rüttenscheid. 
Die Anlage befand sich in der Orangerie innerhalb des Grugaparks und umfasste eine Fläche von 460 m² im Maßstab von 1:87. Insgesamt verkehrten in der Anlage über 200 Modellzüge; platziert wurden zudem rund 12.000 Modellbäume und über 10.000 Figuren. OKtoRail wurde am 7. Juni 2014 eröffnet und war der Nachfolger der Modellbahnwelt Oberhausen, die bis 2012 bestand. Eingeleitet wurde die Vorführung mit einer Zeitreise, die in einem historisch angehauchten Simulator stattfand und die westdeutsche Industriekultur der 1960er Jahre darstellte. Der Schwerpunkt lag hierbei auf der Stahlindustrie über Zechen und Stahlwerke bis hin zur Automobilindustrie. Die Ausstellung schloss zum 31. Dezember 2024. Die Exponate wurden von einem Investor im Harz aufgekauft.